# Tateomys
Tateomys is een geslacht van knaagdieren uit de muizen en ratten van de Oude Wereld dat voorkomt op Celebes. Het geslacht is nauw verwant aan Melasmothrix, maar het geslacht omvat wat grotere, grijsbruine soorten die 's nachts actief zijn. Er zijn slechts ongeveer zestien exemplaren bekend, die gevangen zijn op een aantal bergen in Midden-Celebes. De verwantschappen van de Melasmothrix-Tateomys-groep liggen mogelijk bij de Crunomys-groep, die ook Archboldomys en Sommeromys omvat.
Er zijn twee soorten:
- Tateomys macrocercus
- Tateomys rhinogradoides